# Secrets de style
Secrets de style est une émission de télévision québécois hebdomadaire de mode produite par LP8 Média. Celle-ci tente de conseiller les femmes dans la sélection, l'agencement et l'achat de vêtements « fashion ». De plus, grâce à une méthode dite VIAXHO, celles-ci peuvent contourner des problématiques liées à leur morphologie. 